# Disney Junior (Portugal)
Disney Jr. é um canal de televisão por assinatura portuguesa, é uma versão do canal original de mesmo nome foi operado pelo The Walt Disney Company Limited. É destinado principalmente a crianças entre 2 e 7 anos e substituiu o canal Disney Cinemagic em 2012. Juntamente com o novo canal, a Disney lançou o serviço Disney Movies On Demand na ZON.
Em 17 de março de 2021, surgiu o canal em HD na MEO, um mês depois na NOWO e, mais tarde, na NOS e na Vodafone.
A versão portuguesa do Disney Jr. faz parte do sinal da Europa ocidental com os fluxos francês, espanhol e neerlandês (apenas ativo na Bélgica) que são operados a partir de Londres e partilham a mesma programação, na língua local e em inglês, ao contrário da sua irmã mais velha Disney Channel, que tem sinais independentes com uma programação dedicada para Portugal e a outros países.